# Пауковец
Пауковец је насељено место у саставу града Свети Иван Зелина у Загребачкој жупанији, Хрватска. До територијалне реорганизације у Хрватској налазио се у саставу бивше велике општине Свети Иван Зелина.

## Становништво
На попису становништва 2011. године, Пауковец је имао 342 становника.

## Попис1991.
На попису становништва 1991. године, насељено место Пауковец је имало 339 становника, следећег националног састава:
| Попис 1991.‍  | Попис 1991.‍  | Попис 1991.‍ | Попис 1991.‍ | Попис 1991.‍ |
| ------------ | ------------ | ----------- | ----------- | ----------- |
|              |              |             |             |             |
| Хрвати       | Хрвати       |             | 334         | 98,52%      |
| Албанци      | Албанци      |             | 1           | 0,29%       |
| Срби         | Срби         |             | 1           | 0,29%       |
| неопредељени | неопредељени |             | 1           | 0,29%       |
| непознато    | непознато    |             | 2           | 0,58%       |
| укупно: 339  |              |             |             |             |